# Mesene
Mesene is een geslacht van vlinders uit de familie van de prachtvlinders (Riodinidae), onderfamilie Riodininae.
De wetenschappelijke naam van het geslacht werd in 1847 voor het eerstgeldig gepubliceerd door Edward Doubleday.

## Soorten
- M. babosa Hall, J & Willmott, 1995
- M. bigemmis Stichel, 1925
- M. bomilcar (Stoll, 1790)
- M. boyi Stichel, 1925
- M. celetes H. Bates, 1868
- M. citrinella Hall, J & Willmott, 1995
- M. croceella H. Bates, 1865
- M. cyneas (Hewitson, 1874)
- M. discolor Stichel, 1929
- M. epalia (Godart, 1924)
- M. epaphus (Stoll, 1780)
- M. fissurata Stichel, 1929
- M. florus (Fabricius, 1793)
- M. glisa Doubleday, 1847
- M. hya Westwood, 1851
- M. hyale C. & R. Felder, 1865
- M. iabda Doubleday, 1847
- M. icterias Stichel, 1910
- M. ineptus Stichel, 1916
- M. ingrumaensis Callaghan & Salazar, 1999
- M. juanae Zikán, 1952
- M. lampedo Doubleday, 1847
- M. leucogyna Hall, J & Lamas, 2007
- M. leucophrys H. Bates, 1868
- M. leucopus Godman & Salvin, 1886
- M. lyicoris Doubleday, 1847
- M. margaretta (White, A, 1843)
- M. martha Schaus, 1902
- M. monostigma (Erichson, 1849)
- M. mulleola Stichel, 1910
- M. mygdon Schaus, 1913
- M. nepticula Möschler, 1877
- M. nola Herrich-Schäffer, 1853
- M. oriens Butler, 1870
- M. paraena H. Bates, 1868
- M. patawa Brévignon, 1995
- M. phareus (Cramer, 1777)
- M. philonis Hewitson, 1874
- M. pullula Stichel, 1910
- M. pyrippe Hewitson, 1874
- M. pyrrha Bates, 1868
- M. reda Doubleday, 1847
- M. sardonyx Stichel, 1910
- M. silaris Godman & Salvin, 1878
- M. simplex H. Bates, 1868
- M. veleda Stichel, 1923